# Nyrstar
Nyrstar ist einer der weltweit größten Hersteller von Feinzink und einer der größten Hersteller von Primärblei mit Sitz in Balen und operativer Zentrale in Zürich.

## Geschichte
Nyrstar wurde am 31. August 2007 durch den Zusammenschluss der Zinkhüttenaktivitäten der belgischen Umicore und der Zink- und Bleihüttenaktivitäten der australischen Zinifex gegründet.
Am 29. Oktober 2007 erfolgte die Erstnotiz der Nyrstar an der Euronext-Börse in Brüssel über eine Neuemission. Das Unternehmen war vom 4. März 2008 bis zum 3. März 2009 und erneut vom 20. Juni 2011 bis 18. März 2013 im Aktienindex BEL20 gelistet.

## Produkte
Nyrstar stellt hauptsächlich Zink- und Bleilegierungen her. Zinklegierungen werden in der Industrie zum Verzinken von Stahlteilen (Bandverzinken, Feuerverzinken) und zur Herstellung von Zinkdruckguss verwendet. Blei wird hauptsächlich zur Produktion von Batterien verwendet.

## Produktionsstandorte
Die Produktionsstandorte befinden sich in Australien (Hobart, Port Pirie), Belgien (Balen, Overpelt), Frankreich (Auby), den Niederlanden (Budel), Norwegen (Høyanger), Deutschland (Stolberg) sowie den USA (Clarksville) und die Bergwerke ausschließlich in Nordamerika, mit jeweils zwei Bergwerken in Tennessee und in Kanada.

## Aktionärsstruktur
Anteile über der Schwelle von 3 % halten:
- Urion Holdings (Malta) Ltd, eine Tochtergesellschaft der Trafigura B.V.: 24,42 %
- Kris Vansanten: 13,77 %

Die operativen Assets der Nyrstar NV wurden jedoch im Jahr 2019 im Zuge einer Restrukturierung zur Rettung vor Insolvenz in die britische indirekte Tochtergesellschaft NN2 Newco Ltd eingebracht, an der Trafigura 98 % hält.